# 球面線性插值
球面線性插值（Spherical linear interpolation，通常簡稱），是四元數的一種線性插值運算，主要用於在兩個表示旋轉的四元數之間平滑差值。